# Evenementiële geschiedenis
Evenementiële geschiedenis (histoire événementielle) is de geschiedenis van feiten en gebeurtenissen van de korte termijn, de courte durée. De term ontstond rond 1900 als reactie op de toen dominante politieke en krijgsgeschiedenis. Onder meer  Paul Lacombe en François Simiand verzetten zich hier tegen. Voor hen lag de nadruk niet op het individu en de enkele gebeurtenissen, maar op het collectief en de structurele patronen.
De nieuwe historiografische richting Annaliste legde juist de nadruk op de longue durée, de lange termijn waarin historische patronen waren te ontdekken.